# Sannin Kichisa Kuruwa no Hatsugai
Sannin Kichisa Kuruwa no Hatsugai (三人吉三廓初買, « Trois Kichisaburōs vont faire des courses au Nouvel An dans le quartier des plaisirs ») est une pièce japonaise en sept actes du répertoire kabuki écrite par Kawatake Mokuami et dont l'avant-première a été donnée au théâtre Ichimura-za à Edo lors du Nouvel An de 1860. Populairement connue sous le nom Sannin Kichisa, elle appartient aux genres sewa mono (récits contemporains) et shiranami mono (histoires de voleurs).

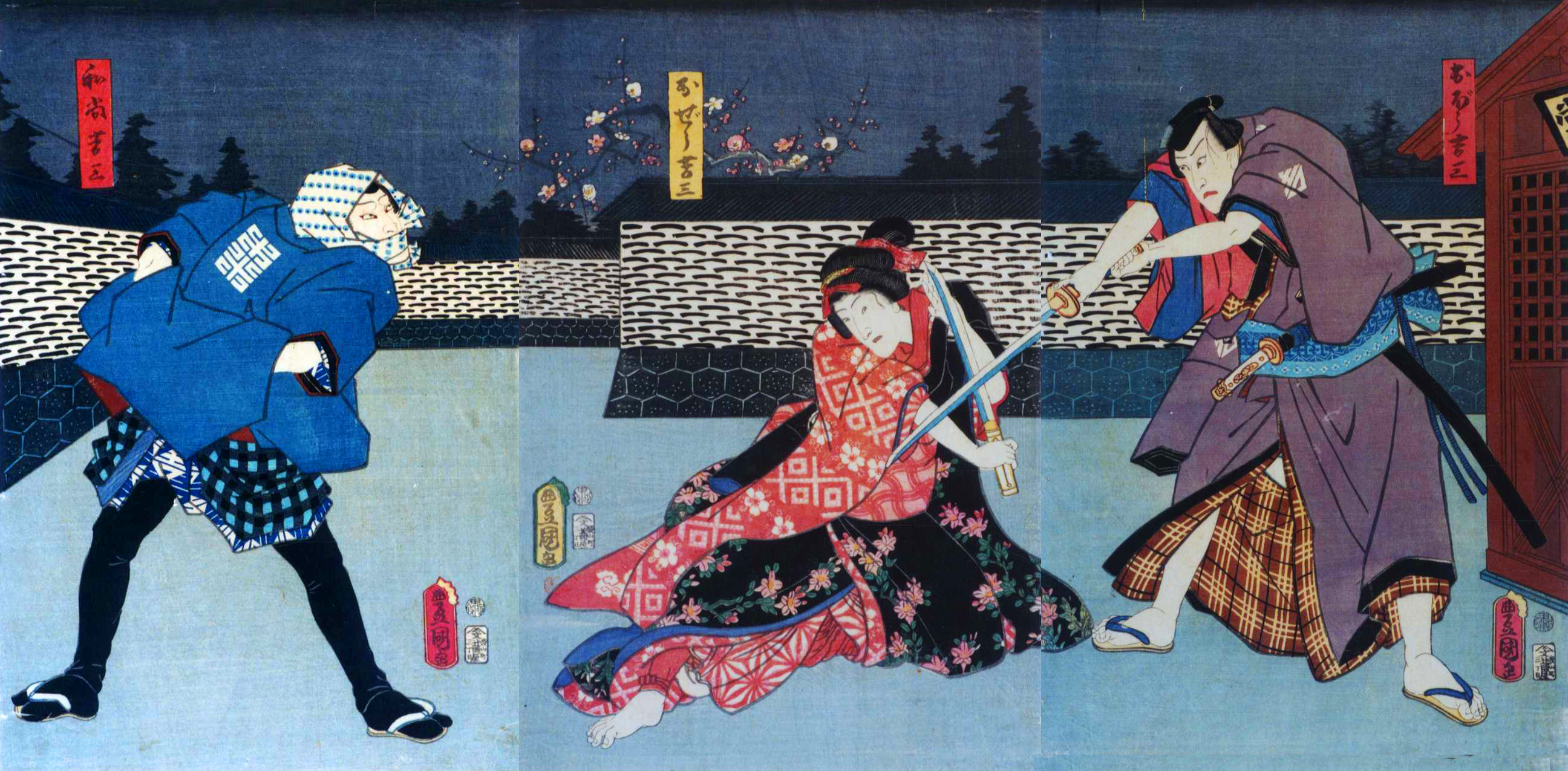
Estampe ukiyo-e de la pièce San-nin Kichisa Kuruwa no Hatsu-gai (Toyokuni III, 1860).

La pièce n'a pas été bien reçue ; trente ans plus tard elle est de nouveau jouée dans une version abrégée intitulée Sannin Kichisa Tomoe no Shiranami (三人吉三巴白浪), allégée d'une scène dans le quartier des plaisirs (遊郭) de Yoshiwara qui faisait partie du titre original. Cette version révisée a été un succès, devenant une œuvre représentative qui continue à être jouée.